# Rhyncholagena bermudensis
Rhyncholagena bermudensis is een eenoogkreeftjessoort uit de familie van de Miraciidae. De wetenschappelijke naam van de soort is voor het eerst geldig gepubliceerd in 1990 door Malt.